# Anthurium cordobense
Anthurium cordobense är en kallaväxtart som beskrevs av Thomas Bernard Croat och D.C.Bay. Anthurium cordobense ingår i släktet Anthurium och familjen kallaväxter. Inga underarter finns listade.